# Vladïmïr Logïnovskïý
Vladïmïr Aleksandrovïç Logïnovskïý (in kazako Владимир Александрович Логиновский?; Petropavl, 8 ottobre 1985) è un calciatore kazako, poritere del Tobıl, in prestito dall'Astana.

## Palmarès

### Competizioni nazionali
- Qazаqstan Prem'er Ligasy: 2

Astana: 2014, 2015
- Supercoppa del Kazakistan: 1

Astana: 2015